# مدرج بوجانجليس
مدرج بوجانجليس (بالإنجليزية: Bojangles Coliseum) هي ساحة متعددة الأغراض تتسع لـ8600 مقعد وتقع في شارلوت بولاية نورث كارولينا.